# Nazareno Colombo
Nazareno Fernández Colombo (ur. 20 marca 1999 w Quilmes) – argentyński piłkarz występujący na pozycji środkowego obrońcy, od 2023 roku zawodnik Racing Clubu.